# Gare de Chanac
Pour les articles homonymes, voir Chanac (homonymie).
La gare de Chanac est une gare ferroviaire française de la ligne du Monastier à La Bastide-Saint-Laurent-les-Bains, située sur le territoire de la commune de Chanac, dans le département de la Lozère en région Occitanie. 
C'est une halte ferroviaire de la Société nationale des chemins de fer français (SNCF) desservie par des trains express régionaux TER Occitanie.

## Situation ferroviaire
Établie à 637 mètres d'altitude, la gare de Chanac est située au point kilométrique (PK) 625,691 de la ligne du Monastier à La Bastide-Saint-Laurent-les-Bains, entre les gares ouvertes des Salelles et du Bruel.

## Histoire
La gare de Chanac est mise en service le 3 mai 1884, lors de l'ouverture de la section du Monastier à Mende.

## Service des voyageurs

### Accueil

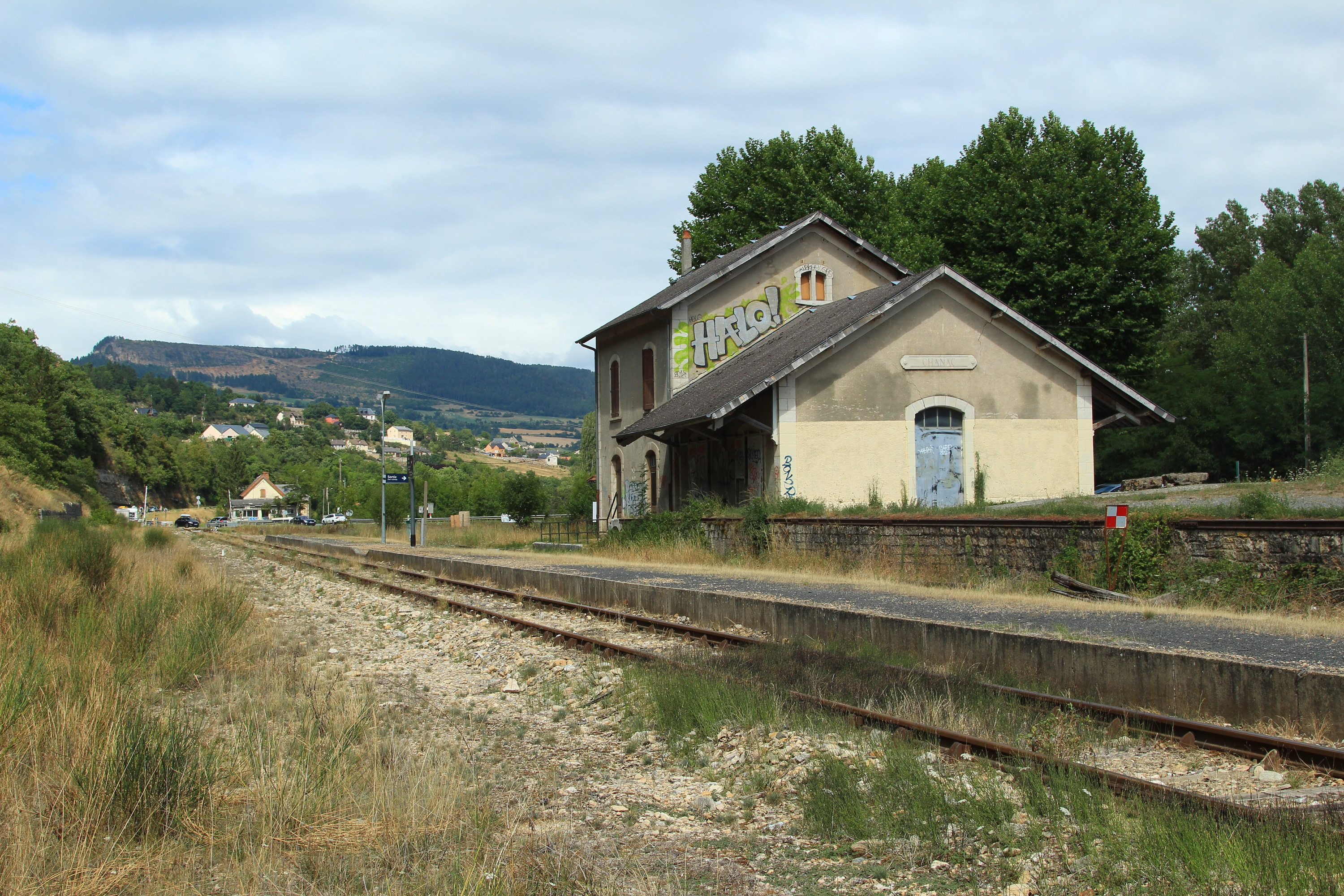
Vue générale de la gare de Chanac en direction de Mende.

Halte SNCF, c'est un point d'arrêt non géré (PANG) à entrée libre.

### Desserte
Chanac est desservie par des trains TER Occitanie qui effectuent des missions entre les gares de Saint-Chély-d'Apcher, ou de Marvejols, et de Mende.

### Intermodalité
Un parking pour les véhicules y est aménagé. Elle est desservie par des cars TER Occitanie et TER Auvergne, en complément ou remplacement de dessertes ferroviaires.